# Waldbahn Ľubochňa
Die Waldbahn Ľubochňa (slowakisch Ľubochnianska lesná železnica) war von 1904 bis 1966 eine Waldbahn mit der Spurweite von 760 mm (bosnische Spur) im Norden der Slowakei, zur Zeit der Eröffnung noch im Königreich Ungarn. Sie verband den Bahnhof Ľubochňa an der Bahnstrecke Košice–Žilina (vormalige Kaschau-Oderberger Bahn) mit dem Tal Ľubochnianska dolina in der Großen Fatra. Zur Zeit der größten Ausdehnung betrug die Gesamtlänge der Bahn knapp 28,2 km (Baulänge) und war als eine von wenigen Waldbahnen Mitteleuropas teilweise elektrifiziert.

## Geschichte

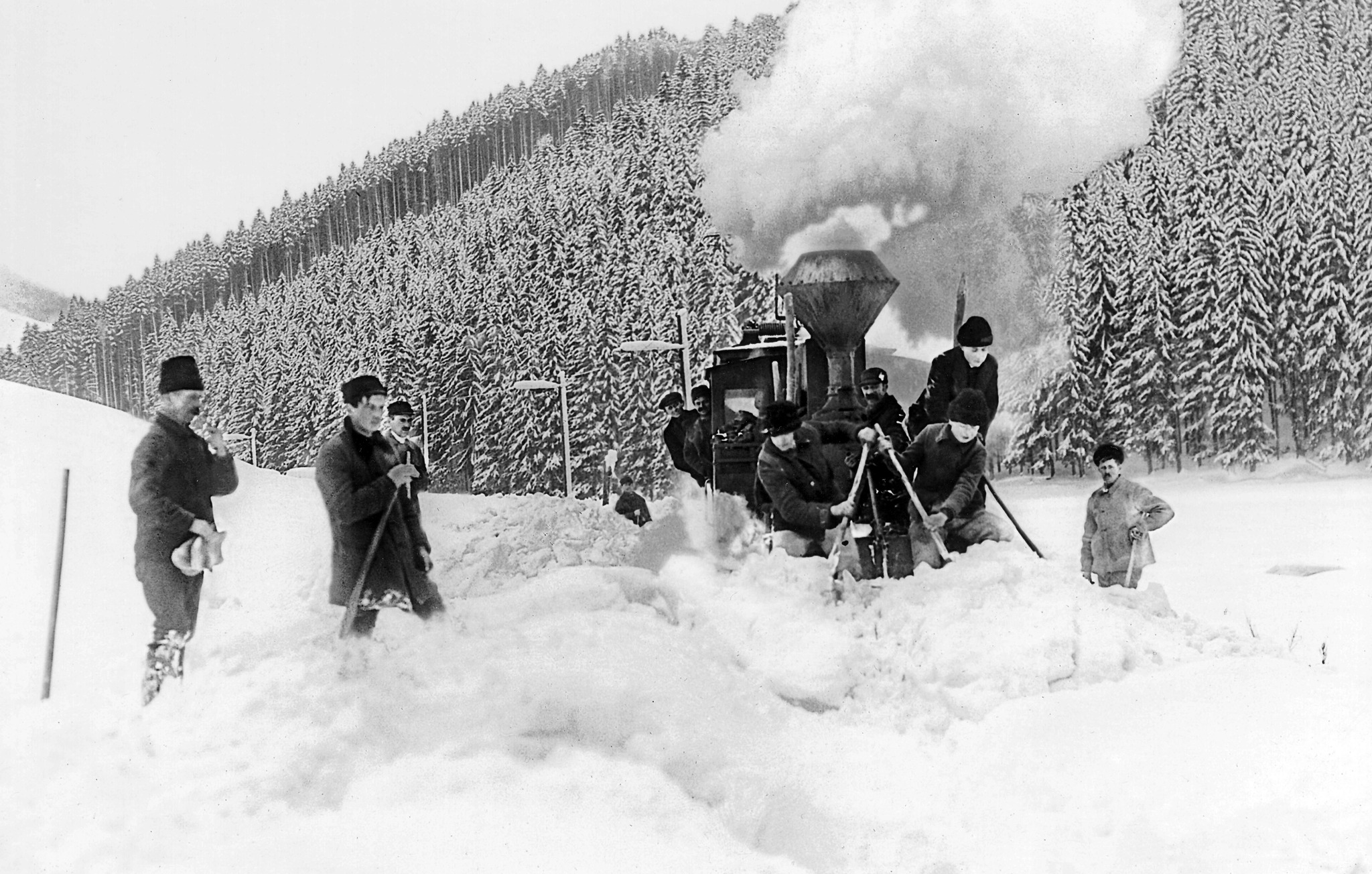
Schneeräumung auf der Strecke mit der Dampflok U3575 und einer Ganz-Elektrolok

Schon vor dem Bau der Waldbahn wurde in der Ľubochnianska dolina intensiv Holz gewonnen und zur Säge mit Hilfe von zwei großen Teichen (genannt Nižný tajch und Vyšný tajch) an der Ľubochnianka geflößt, im Winter mit Schlitten transportiert. Als diese Transportarten den wachsenden Bedürfnissen im 19. Jahrhundert nicht mehr gerecht waren, entschied sich das ungarische Staatsforstamt, eine Waldbahn zu errichten, die 1903–1904 errichtet wurde. Der Bahnbetrieb begann am 9. Juni 1904 und die genau 19.692 m lange Hauptstrecke war vom Anfang an elektrifiziert (550 V Gleichstrom). Der Grund für die Elektrifizierung, als es damals nur wenige elektrisch betriebene Bahnen im Königreich Ungarn gab, lag hauptsächlich darin, den damaligen Kurort Ľubochňa (damals ungarisch Fenyőháza genannt) vom Rauch und Lärm zu schützen, des Weiteren wollte man die Wasserkraft der Ľubochnianka für Elektrizitätsgewinnung nutzen.
Neben dem Holztransport wurde 1921 auch begrenzter Personenverkehr eingeführt.

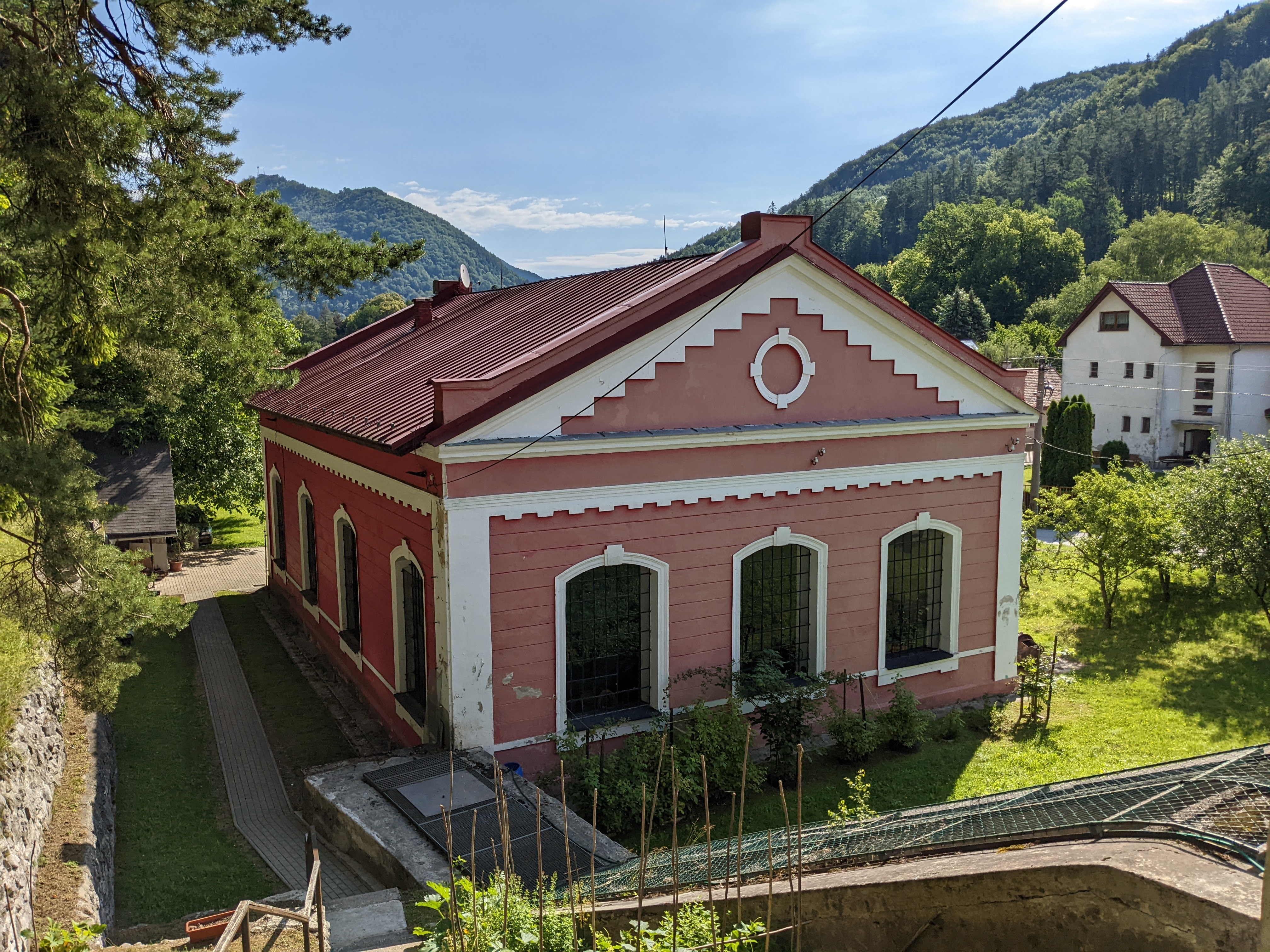
Turbinenhalle des für die Waldbahn errichteten Wasserkraftwerks

Der Bahnbetrieb wurde 1966 eingestellt und bis 1967 wurde das ganze Streckensystem abgebaut. Die Schienen und die meisten Lokomotiven, darunter auch die Originallokomotiven von Ganz, wurden verschrottet, nur der Triebwagen M 24.003 und der Schleppwagen C/u 301 sind heute im Technischen Museum in Brünn ausgestellt. Heute sind nur geringe Reste im Gelände erkennbar, auf der Trasse der Waldbahn verläuft heute größtenteils eine Asphaltstraße. Einzig das eigens für die Bahn gebaute Wasserkraftwerk wurde, nachdem es nach 1966 ebenfalls außer Betrieb und baufällig war, saniert und 1994 mit Originalausstattung wieder in Betrieb genommen. Die Turbinenhalle kann nach Voranmeldung auch innen besichtigt werden.

## Streckenbeschreibung
Die Bahntrasse begann am Bahnhof Ľubochňa, parallel zur Normalspurstrecke der Ks.Od., überquerte nach einer Rechtskurve die Waag über eine 67 m lange Holzbrücke und passierte den Ort Ľubochňa. Zwischen den Streckenkilometern 1,9 und 2,4 lag der Rangierbahnhof und das Betriebswerk der Waldbahn. Im weiteren Verlauf kopierte die Bahn den linken Ufer der Ľubochnianka zuerst in grob südwestlicher, dann südlicher Richtung und überquerte den Fluss beim Streckenkilometer 6,0. Sie endete fast am oberen Talende bei Zlomok unterhalb des Čierny Kameň. Später entstanden die Nebenstrecken nach Rakytov (Länge 2278 m, Baujahr unbekannt), Nižné Čierňavy (Länge 4050 m, Baujahr unbekannt, 1932 saniert) sowie eine nicht elektrifizierte Verlängerung der Hauptstrecke nach Močidlo (Länge 2980 m, Baujahr unbekannt). Es gab neun Haltestellen (Ľubochňa, Huty, Salatín, Nižná Lipová, Vyšná Lipová, Čierňany, Nižný Tajch, Vyšný Tajch und Čierny Kameň) sowie sieben Ausweichstellen (Krátke, Kračkov, Salatín, Javorisko, Kľak, Blatná und Vyšný Tajch). Die Steigung an der Hauptstrecke betrug bis zu 32 ‰, die Nebenstrecken waren deutlich steiler, so hatte der Abzweig nach Nižné Čierňavy einen kurzen Abschnitt mit 120 ‰ Steigung, später auf 100 ‰ reduziert. 

## Fahrbetriebsmittel

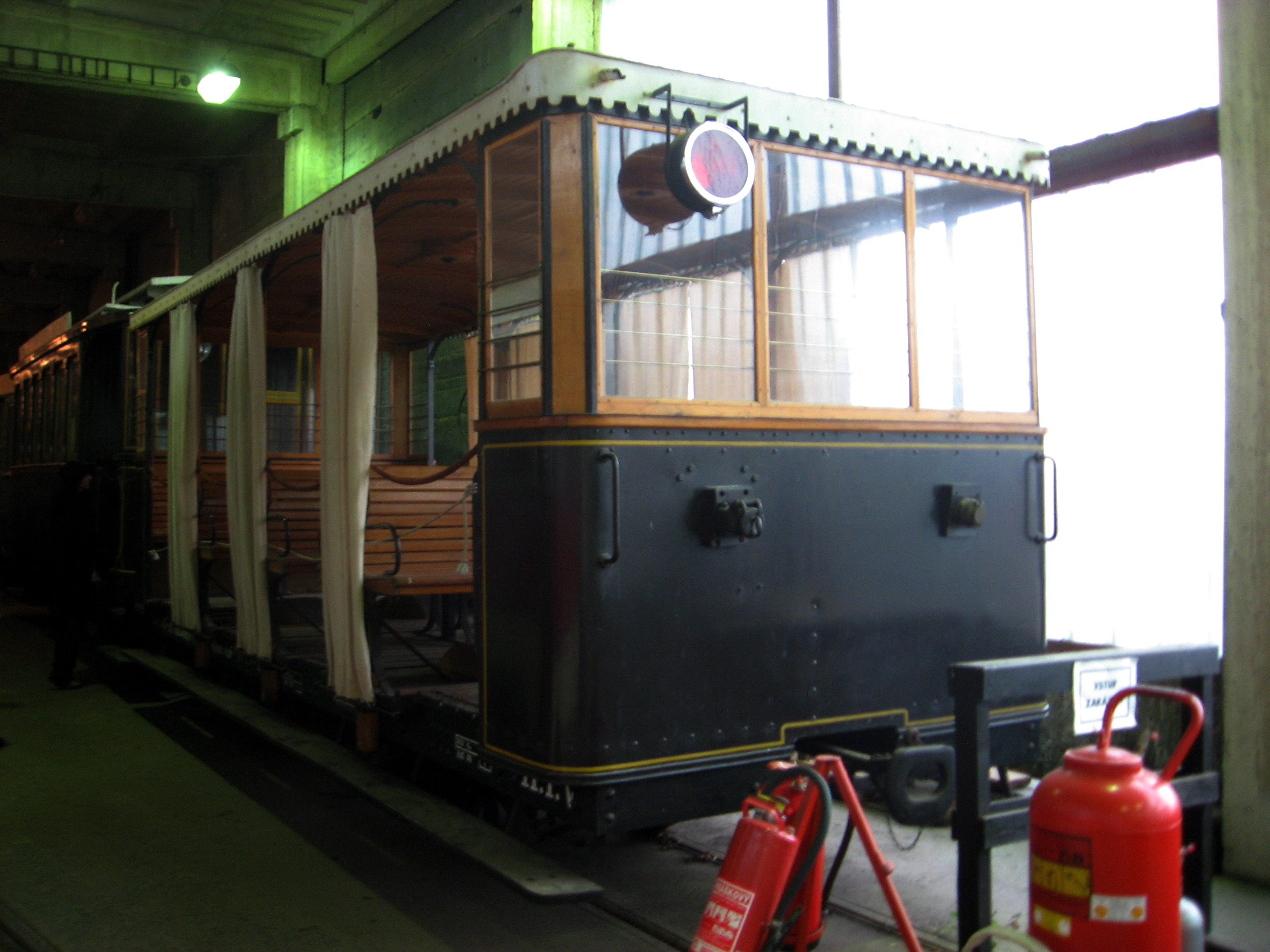
Personenwagen Nr. 12 der Hölak–Trencséntepliczi HEV im Depot des Technischen Museums Brünn. (2008)

Betrieblich interessant ist die Verwendung verschiedener Antriebsarten. Für die elektrifizierte Hauptstrecke wurden zwei Lokomotiven 760BE der ungarischen Firma Ganz angeschafft, 1915 kam dazu eine dritte Lokomotive der deutschen AEG. Bei niedrigem Wasserstand oder Hochwasser, für Schneeräumungsarbeiten im Winter oder beim erhöhten Verkehrsbedarf wurden Dampflokomotiven eingesetzt, darunter eine 1916 hergestellte Lokomotive mit der Bezeichnung U3575. Die nicht elektrifizierten Strecken waren anfangs reine Pferdebahnen, bis hier ab 1928 zuerst eine, dann zwei benzin-elektrische Lokomotiven nach System GEBUS eingesetzt wurden. Nach 1945 verkehrten hier unter anderem Dampflokomotiven Silva (Baujahr 1954, O&K) und Ferdinand (Baujahr 1963, Henschel & Sohn). Des Weiteren fand drei Dieselloks BN 30 sowie benzin-elektrische Lok BNE 50 von Stavoloko Vysočany ab den 1950er Jahren Anwendung. 
1957 wurden von der Schmalspurbahn Trenčianska Teplá–Trenčianske Teplice zwei elektrische Triebwagen M 24.0 mit Beiwagen umgesetzt. Sie dienten aber schon bald nur noch als Schlepptriebwagen. 1961 wurden zwei Lokomotiven M042 mit dieselhydraulischen Antrieb vom ungarischen Hersteller Rába erworben, deren Gewicht von 17,6 t sich negativ am schon baufälligen Schienenoberbau auszeichnete.